# 大月PのめぐみとO・SUN・PO
大月PのめぐみとO・SUN・PO（おおつきぴーのめぐみとおさんぽ）は、ニッポン放送で2000年5月1日から9月25日まで放送していたバラエティ番組。

## 番組概要
ニッポン放送は、2000年上半期の番組改編にて『ニッポン放送ショウアップナイター』未編成の月曜の20時台に、同局とは同業他局の資本関係のレコード会社に所属している、大月と林原が当時：ニッポン放送が糖業会館・ニッポン放送本社ビル建替えプロジェクトに伴って所在していた港区台場周辺を番組タイトルの語彙であるお散歩（『O・SUN・PO』※ロケーション撮影）し、提供社であるNTTドコモが番組放送当時発売していた、デジタルmovaシリーズの携帯電話端末と接続して使用する携帯端末「キャメッセ・プチ」を使用して、番組Webサイト上でランドマークの様子を伝えるブロードバンド普及過渡期のインターネットとラジオとリスナーメッセージの3way方式での構成となっている。
その為、過去大月と林原が同業他局で放送して来たラジオ番組とは違い、大月がパーソナリティ役で林原がアシスタント役と言う逆の立ち位置で構成されている。同年9月25日放送分にて、レギュラー放送は終了。同放送枠の後継番組には音楽番組である『Super Music Stadium』が編成された。その後、当該番組が特番等で復活が行われたケースは後述に記す。

## 放送時間

### 放送終了時点
- 月曜：20:00 - 20:30 - 2000年5月1日 - 9月25日

### 放送時間変更等
2000年
- 6月12日：6月聴取率調査週間時編成にて『松任谷由実』編成のため、番組休止。
- 6月19日：6月聴取率調査週間時編成にて『吉田拓郎』編成のため、番組休止。
- 8月21日：8月聴取率調査週間時編成にて『松任谷由実シーサイドステーション』編成のため、番組休止。
- 8月28日：8月聴取率調査週間時編成にて『吉田拓郎オールナイトニッポンデラックス』編成のため、番組休止。

## 出演者

### パーソナリティ
- 大月俊倫[注 5]（当時：スターチャイルドプロデューサー、ガンジス代表取締役社長）

### アシスタント
- 林原めぐみ（声優）

## 放送リスト
5月29日と7月31日放送分は未消化のリスナーメール紹介特集と称して「敗者復活戦」、
7月3日放送分ではゲストに真田アサミを招き、スタジオ内で流しそうめんを実施した。
| 日時    | ランドマーク                                                                       | 備考      |
| ------- | ---------------------------------------------------------------------------------- | --------- |
| 5月1日  | アクアシティお台場                                                                 |           |
| 5月8日  | ホテル日航東京（Baysaide SPA Zen）                                                 |           |
| 5月15日 | ネオジオワールド 東京ベイサイド                                                    |           |
| 5月22日 | パレットタウン（パレットタウン大観覧車、MEGAWEB）                                  |           |
| 6月5日  | マリナ・ド・ブルボン（デックス東京ビーチ）                                         |           |
| 6月26日 | パレットタウン（ヴィーナスフォート）                                               |           |
| 7月10日 | ホテル・グランパシフィック・メリディアン（イタリアンレストラン「アルコバレーノ」） | [ 注 7 ]  |
| 7月17日 | メディアージュ（シネマメディアージュ）                                             |           |
| 7月24日 | 幕張メッセ（東京キャラクターショー）                                               | [ 注 9 ]  |
| 8月7日  | Zepp Osaka（LOVE LIVE HINA〜ひなたガールズが大阪な～）                             |           |
| 8月14日 | ニッポン放送（FCGビル）屋上                                                        | [ 注 10 ] |
| 9月4日  | お台場水上散歩第1弾 水上バス                                                       |           |
| 9月11日 | お台場水上散歩第2弾 月島発屋形船                                                   |           |
| 9月18日 | 西武百貨店池袋本店 西武ギャラリー                                                  |           |
| 9月25日 | ニッポン放送（FCGビル）シノア四季（中華料理店）※球体展望台24階                     |           |

## 特別番組
- 前夜祭

2000年4月3日 20:00 - 20:30
通常の番組開始起算日である日にちに、当該番組の概要説明がメインの「前夜祭」と称した録音番組を編成。
- 林原めぐみのオールナイトニッポンR

2000年7月12日 27:00 - 28:30（7月13日 3:00 - 4:30）
当該番組の聴取率調査週間時編成時の補填として、『オールナイトニッポンR』にて編成。
- 大月PのめぐみとO・SUN・PO 増刊号

2000年9月27日 27:00 - 28:30（9月28日 3:00 - 4:30）
当該番組終了後の2日後に、当該番組の聴取率調査週間時編成時の補填として『オールナイトニッポンR』にて編成。
番組構成は、過去19回の放送分を振り返りながら、リスナーからのテーマメール及び楽曲で進行した。